# 静岡県立水泳場
静岡県立水泳場（しずおかけんりつすいえいじょう、英語訳:Shizuoka Prefectural Swimming Pool）は、静岡県静岡市葵区西ヶ谷にある水泳場。静岡県が施設を所有し、静岡県スポーツ協会が指定管理者として運営管理を行っている。

## 概要
1991年の平成3年度全国高等学校総合体育大会における水泳競技の会場として使うため、静岡市営西ヶ谷総合運動場の敷地の一部に建設され、1990年9月にオープン。その後、日本選手権（1993年競泳）、日本室内選手権（1993年）、全国中学総体（1997年・2013年）、 NEW!!わかふじ国体（シンクロ・水球）及びわかふじ大会（水泳）（2003年）、日本スポーツマスターズ2009富士山静岡大会（2009年 水泳）などの全国大会を開催。
完成以後、先に挙げた全国大会のほか県大会のほとんどを開催していたが、2002年に県東部の拠点として静岡県富士水泳場が、2009年に県西部の拠点として浜松市総合水泳場がオープンしたことで、開催する大会の数が減った。しかし現在でも県中部の地区大会を中心に年間20以上の大会を開催している。
安倍川の水を利用した、50 m先まで見通せる透明な水（水質）を売りにしている。また、総ひのき造りの観覧席が特徴的である。当初競泳プールの長辺はオーバーフロー式であったが、NEW!!わかふじ国体で水球・シンクロ競技を開催するため2002年に嵩上げ工事を行ったため、オーバーフロー式ではなくなった。
2009年8月の駿河湾地震により天井の可動ルーバーが落下、2010年3月に雨漏りにより天井パネルの一部が落下、2011年9月台風15号の強風により水泳場南側の屋根3分の1前後の屋根材が飛ばされ、さらにその屋根材が天井窓を破壊、というように2009年から3年連続で天災の影響で臨時休館を余儀なくされた。これには老朽化の放置も指摘されている。特に台風15号による被害は甚大であり、プール営業は2年近く休止することとなった。
2011年の台風被害から1年あまり経っても屋根材が飛ばされたままで、雨が降るたびに館内に雨漏りを起こすという状況であったが、2012年10月1日、県はようやく屋根の全面改修工事を行う方針を発表、同年12月より復旧工事が始まり、2013年8月上旬に工事終了。同月21日からの全国中学総体・飛込競技を開催できる日程でのプール営業再開を目指していたが、2013年7月15日に発生した静岡県富士水泳場天井崩落事故の影響で、8月18日の県小学生水泳競技大会の開催からプール営業を再開。さらに全国中学総体は予定していた飛込競技だけでなく競泳競技も開催した。一般への開放はそれらが終わった同月24日から再開。
富士水泳場の事故の影響により、今後当面の間は競技会や強化合宿による全館貸切営業の日が増えることが予想されている。

## 施設
競泳プール
50 m×25 m、日本水泳連盟公認競泳プール。長水路のときは9コース、短水路のときは8コース2面である。一般開放では年中長水路で営業している（例外あり）。深さは1.6 mから1.8 mで、可動床ではないが水球・シンクロ競技に対応するため約40 cmのかさ上げが可能。観覧席は約2,700人収容。車椅子観覧スペースも2階観覧席に2か所設置されている。
一般開放時利用できるのは、小学校5年生以上で50 m以上の泳力がある者に限られる。また小学生は責任ある保護者が水着で同伴しなければ利用できない。
飛込プール
25 m×22 m、日本水泳連盟公認飛込プール。最大水深5 m。観客席はメインプールと共通。利用は許可制で、一般開放はしていない。大会開催時には隣接する西ケ谷屋内プールと合わせアッププールに使用されることもある。
トレーニングルーム
中学生以上で事前に行う講習会を受講し利用許可証を交付された者だけが利用できる。

## 交通アクセス
出典が無いのは、グーグルマップの検索結果時間。グーグルマップのURLのエラーの解除は申請中。解除され次第、この文言を撤去し出典する。
- 新東名高速道路新静岡ICより車で約19分〜車で約34分[注釈 2]
- しずてつジャストライン
  - 西ヶ谷野球場前バス停(平日のみ) 下車徒歩約3分
  - 西ヶ谷運動場入口バス停 下車徒歩約5分[5][6]〜徒歩約8分

西ヶ谷野球場前のバス停が最寄りのバス停だが、平日のみの運行かつ本数が少ないため、ホームページには西ヶ谷運動場入口バス停（美和街道沿いにある）と公開している。

なお、静岡市営西ケ谷屋内プールが隣接しているため要注意。市営プールのほうは25 m×17 m×8コースの一般的なプールであり、利用者の棲み分けを図っている。